# Oenomys
Oenomys là một chi động vật có vú trong họ Muridae, bộ Gặm nhấm. Chi này được Thomas miêu tả năm 1904. Loài điển hình của chi này là Mus hypoxanthus Pucheran, 1855.

## Các loài
Chi này gồm các loài: